# لارگان پریسیشن
لارگان پریسیشن (انگلیسی: Largan Precision) شرکت الکترونیک تایوانی است، که در سال ۱۹۸۷ تأسیس شد.